# Île aux Marins
Die Île aux Marins (dt. Insel der Seeleute) ist eine östlich von Saint-Pierre im Atlantischen Ozean gelegene und unbewohnte Insel, die zur Inselgruppe Saint-Pierre-et-Miquelon und somit zu Frankreich gehört. Sie ist knapp einen Kilometer von Saint-Pierre entfernt. Bis 1931 hieß die Insel Île-aux-Chiens (dt. „Hundeinsel“).
Die Insel ist etwa 1500 Meter lang und zwischen 100 und 400 Meter breit. Die höchste Erhebung, Kap Beaudry, ist 35 Meter hoch.
Da Saint-Pierre schon um 3000 v. Chr. von den Inuit besiedelt war, wurde die Île aux Marins ebenfalls bereits in der Frühgeschichte entdeckt. Erstmals besiedelt wurde die Île aux Marins im Jahr 1604 und ist seit 1964, als die letzten Bewohner die Insel verließen, unbewohnt. Die höchste Einwohnerzahl in der Geschichte der Insel betrug etwa 600, wobei der Hauptwirtschaftszweig die Kabeljau-Fischerei war. Es gab keinen elektrischen Strom auf der Insel.
Am 18. November 1929 wurde die Insel vom Neufundlandbank-Tsunami getroffen, der Teile der flachen Insel überschwemmte, wobei einige Häuser mitgerissen wurden. Verletzte gab es nicht.
Bis in das Jahr 1945 bestand Saint-Pierre-et-Miquelon aus drei Gemeinden, wovon die Île aux Marins eine eigene Gemeinde bildete. 1945 wurde die Gemeinde zu Saint-Pierre eingegliedert, sodass die Insel seitdem zu dieser gehört.
Einige Fischer renovierten ihre Häuser sowie die 1874 erbaute Kirche in den 80er-Jahren, außerdem wurde in der ehemaligen Schule ein Museum eingerichtet. Auf der Insel werden einige Häuser wieder in den Sommermonaten bewohnt. Die Insel ist zu einem beliebten Reiseziel für Touristen geworden.
Im Mai 1971 strandete der deutsche Frachter Transpacific an der Ostküste der Insel. Der Bug des Schiffes ist noch immer sichtbar.